# Museo di storia delle scienze biomediche
Il Museo universitario (precedentemente denominato Museo di Storia delle Scienze Biomediche) è sito a Chieti presso il palazzo ex-OND in Piazza Trento e Trieste, nel centro storico.

## Storia
Il primo nucleo di esposizione del Museo di Storia delle Scienze Biomediche venne inaugurato presso l'Università degli Studi "Gabriele d'Annunzio" nel 1994 nel Palazzo De Pasquale. Il 21 gennaio del 1998, il museo fu spostato in una sede più ampia del campus universitario di Madonna delle Piane, per poi essere definitivamente collocato nella sede di Piazza Trento e Trieste. Presso il Museo fu istituito il primo nucleo del Giardino dei Semplici.
Fondatore e Direttore del Museo è Luigi Capasso, Professore Ordinario di Antropologia nella Facoltà di Medicina e Chirurgia dell'Università "G. d'Annunzio" di Chieti.

### Il Palazzo OND
Il nome completo originale è Palazzo Opera Nazionale Dopolavoro "Arnaldo Mussolini", e venne costruito sopra gli ottocenteschi bagni pubblici, in stile neoclassico umbertino. L'edificio fu anche cinematografo nel dopoguerra, poi cadde in degrado fino alla riqualificazione del 1994 per ospitare il museo; si trova in Piazza Trento e Trieste, costruzione in stile razionalista opera di Camillo Guerra, realizzata intorno al 1934, e simbolo del fascismo architettonico a Chieti. Il palazzo fu sede dell'Opera Nazionale del Dopolavoro, successivamente fu cinematografo, e dopo l'abbandono, divenne sede del Museo delle scienze biomediche dell'Università "Gabriele d'Annunzio". Ha doppia scalinata monumentale, e le scale a chioccola si torcono intorno al profilo svettante di due enormi fasci littori laterali, simboli del regime.

## Il percorso museale

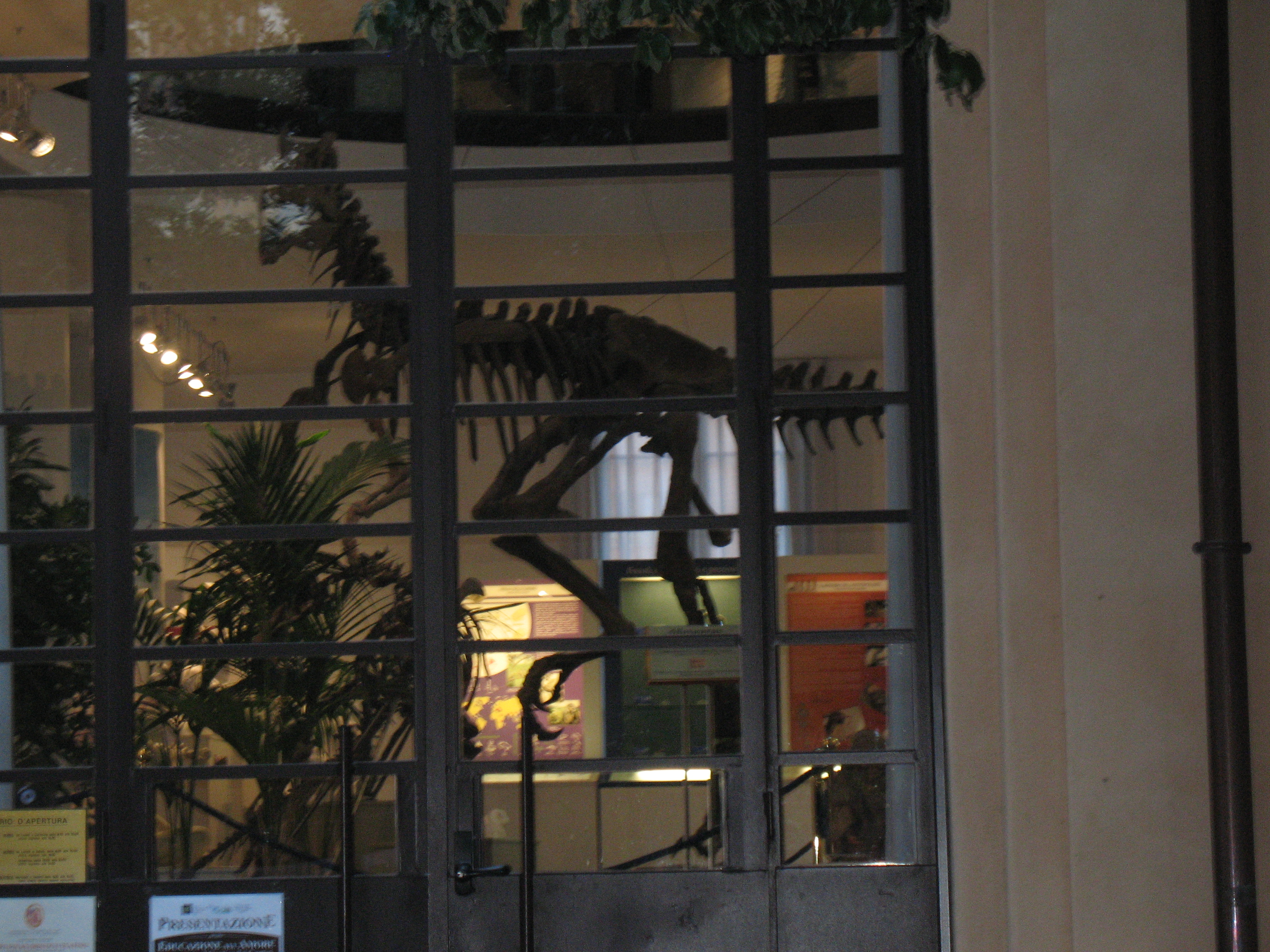
Atrio del Museo, da via IV Novembre

- Storia del popolamento umano in Abruzzo. La sezione è suddivisa nelle seguenti sottosezioni:
  - Preistoria (dal Paleolitico all'età dei metalli)
  - Popolazioni italiche (paleobiologia degli italici autoctoni in Abruzzo)
  - Popolazioni relative alla "romanizzazione"
  - Popolazioni medievali.[2]
- Mummie: un archivio biologico. In questa sezione vi sono stati in mostra il corpo di Santa Rosa da Viterbo e la mummia della Val Senales.[3] Ora la sezione mummie è permanente con cinque mummie umane, in atmosfera e temperatura protetta, e due riproduzioni, una di un piccolo di mammuth conservato a San Pietroburgo
- Storia delle malattie. La sezione è suddivisa nelle seguenti sottosezioni:
  - La terapia del dolore attraverso i secoli
  - Traumi
  - Parassiti
  - Danni del tempo
  - Vivere a stento
  - Effetti collaterali dell'evoluzione
  - Tumori[4]
- Le origini dell'uomo. In questa sezione vengono rappresentati i vari stadi dell'evoluzione umana, dall'Egittopiteco, l'ominide più antico esposto nel museo, passando per i vari australopitechi, dall'uomo abile, dall'uomo eretto, dall'uomo di Neanderthal e dall'uomo di Cro-Magnon. I reperti della sala sono dei calchi degli originali.[5]
- L'origine e l'evoluzione della vita. Un pannello ed una vetrina mostrano vari fossili ed il processo di fossilizzazione. La proiezione di un video di otto minuti spiega l'origine della vita e le prime fasi dell'evoluzione della vita sulla Terra. Seguono vari fossili (originali e calchi) tra cui stromatoliti con un'età di 1,7 miliardi di anni e varie ammoniti.[6]

Dal 2010 ha assunto la denominazione di "museo universitario" della Storie di Scienze. Inizialmente le collezioni erano composte da materiali paleontologici, antropologici e storici legati alla storia della medicina e del popolamento, concessi in prestito temporaneo dalla Soprintendenza Archeologica d'Abruzzo; la prima collezione è quella di Adriano Antonucci di 2951 pezzi, una serie di reperti preistorici, una collezione di sabbie, reperti dal sito di Palena (CH), comune in cui esiste uno specifico di Paleontologia Abruzzese nel castello ducale, e una collezione mineralogica. Negli anni a seguire il museo si è arricchito di varie altre collezioni.
Si ricordano le collezioni del Liceo classico "Giambattista Vico" di Chieti, l'Istituto "Isabella Gonzaga" e il Seminario pontificio regionale "San Pio X": strumenti scientifici, campioni naturalistici, preparati anatomici e libri di testo.
- - Collezione "Giambattista Vico": animali impagliati, minerali, rocce e strumenti da laboratorio, la Sfera armillare in legno e carta del XVIII secolo, la bussola in radica e noce del XVII secolo.
  - Collezione Gonzaga: erbari, campioni naturali, campioni mineralogici, modelli anatomici.
  - Collezione "San Pio X": donata nel 2013, con 6.275 pezzi.
  - Collezione privata, donazioni di Helen e Paul Critchely, un ambulatorio medico stile Novecento, collezioni Flavio Bacchia, Luigi Capasso, le tartarughe artistiche, dipinti di Aligi Sassu
  - Collezione malacologica: collezione di Giuseppe Colamonaco, donata nel 2015, materiali rinvenuti nel Mar Adriatico e sul Mar Ionio: 4.400 esemplari per un totale di 777 specie tra bivalvi, scafopodi, gasteropodi, cefalopodi, poliplacofori.

Il museo oltretutto, dal 2014, è arricchito dalla scultura di una tartaruga che sorregge sul guscio la città di Chieti, opera realizzata da Paolo Borghi. La scultura si trova all'ingresso laterale su via IV Novembre.